# Gmina Ell

Położenie Gminy Ell w hrabstwie Hancock

Gmina Ell (ang. Ell Township) – gmina w USA, w stanie Iowa, w hrabstwie Hancock. Według danych z 2000 roku gmina miała 870 mieszkańców, a jej powierzchnia wynosi 94,25 km².